# Graça
Graça là một đô thị thuộc bang Ceará, Brasil. Đô thị này có diện tích 281,89 km², dân số năm 2007 là 15144 người, mật độ 53,7 người/km².